# Ansgarskyrkan, Västerås
Ansgarskyrkan är en kyrka i Pettersberg i Västerås, vilken är huvudkyrka för Ansgarsförsamlingen i Västerås.